# François Guesdon
Pour les articles homonymes, voir Guesdon.
François Guesdon est un homme politique français né en 1765 et mort le 12 septembre 1807 à Mortain (Manche).
Président de l'administration municipale de Mortain, il est élu député de la Manche au Conseil des Cinq-Cents le 25 germinal an VI. Son élection est difficilement validée et il est très attaqué comme royaliste. Hostile au coup d'État du 18 Brumaire, il quitte alors la vie politique.

## Sources
- « François Guesdon », dans Adolphe Robert et Gaston Cougny, Dictionnaire des parlementaires français, Edgar Bourloton, 1889-1891 [détail de l’édition]